# Gemeksekti
Gemeksekti is een bestuurslaag in het regentschap Kebumen van de provincie Midden-Java, Indonesië. Gemeksekti telt 6165 inwoners (volkstelling 2010).